# Tony Dannon
Tony Dannon (* 24. März 1924 in Villa Latina als Antonio D’Annunzio; † 12. April 2011 in Sterling Heights, Michigan) war ein US-amerikanischer Jazzmusiker und Arrangeur. Der Akkordeonist war auch als Komponist, Autor und Musikpädagoge tätig.

## Leben und Wirken
Dannon wuchs in Mittelitalien auf; mit drei Jahren begann er Akkordeon zu spielen. 1935 wanderte seine Familie in die Vereinigten Staaten aus. Während des Zweiten Weltkriegs war er Musiker in einer Army-Band. 1957 gründete Dannon mit seinem Geschäftspartner Oliver Petrini in Dearborn Musikschule und -Laden Modern Accordion Studio, das italienische Akkordeone verkaufte. Daneben trat er im Raum Detroit mit eigenen Formationen in italienischen Restaurants und Clubs auf, wie im Lido in St. Clair Shores. Eine Zeitlang arbeitete er auch als Musiker beim Sender WXYZ-TV.
Höhepunkt seiner Karriere war der Auftritt in der New Yorker Carnegie Hall im Rahmen der Accordion Artist Series. Dannon betätigte sich auch als Komponist und Arrangeur; außerdem schrieb er mit Art Van Damme (mit dem er auch 1997 zusammen auftrat) zwei Bücher über Jazzarrangements. Er starb im Alter von 87 Jahren an Demenz.

## Diskografische Hinweise
- Accordion to Dannon (Ampco, 10-inch-LP)[6]

## Publikation
- Jazz Magic (mit Art Van Damme)